# Орешков, Анатолий Георгиевич
Анато́лий Гео́ргиевич Оре́шков (28 декабря 1922, Усть-Есь, Енисейская губерния — 3 апреля 2000, Москва) — советский государственный и политический деятель, председатель Хакасского областного исполнительного комитета.

## Биография
Родился в 1922 году в селе Усть-Есь (ныне — в Аскизском районе Хакасии). Член ВКП(б).
В 1941 году, окончив среднюю школу, по призыву комсомола добровольцем ушёл на фронт. Участник Великой Отечественной войны, дошёл до Берлина, лейтенант, удостоен боевых наград.
После войны работал в Хакасском обкоме комсомола.
С 1947 года работал в потребительской кооперации Хакасии: товаровед, начальник отдела Хакасского облпотребсоюза, с 1953 — председатель Таштыпского райпотребсоюза, с 1959 — заместитель председателя правления, затем — председатель правления Хакасского облпотребсоюза. Одновременно окончил высшую кооперативную школу Центросоюза СССР.
В 1961—1967 годы — председатель исполнительного комитета Областного совета Хакасской автономной области.
В 1970—1980 годы — председатель правления краевого потребсоюза.
Избирался депутатом Верховного Совета РСФСР 6-го созыва, народным депутатом всех уровней власти, членом краевого комитета КПСС, крайисполкома. Участвовал в работе 7—10-го съездов потребительской кооперации Красноярского края.
С 1981 года до выхода на пенсию работал в аппарате Центросоюза в должности начальника управления.
После выхода на пенсию проживал в Химках.

## Награды
- орден Отечественной войны II степени (6.4.1985)[2]
- два ордена Трудового Красного Знамени[6]
- медали, в том числе:
  - «За взятие Кёнигсберга»[1]
  - «За отвагу»[1]
  - «За победу над Германией»[1]
  - «За освоение целинных земель»[6]
- Заслуженный работник торговли РСФСР[6]
- Отличник советской потребительской кооперации[6]
- грамота Президиума Верховного Совета РСФСР[6].

## Комментарии
1. ↑  В источниках местом рождения указывается также Абакан[3].
2. ↑  По другим данным — окончил Московский кооперативный институт[3].
3. ↑  В источниках встречается указание периода в этой должности — 1967—1970 годы[1].